# Odd Børretzen
Odd Børretzen, né le 21 novembre 1926 à Fister (en) en Norvège et mort d'une pneumonie le 3 novembre 2012  à Tønsberg (Norvège), est un écrivain, chanteur, illustrateur, traducteur et interprète norvégien.

## Biographie
Børretzen fait ses débuts en tant qu'auteur en 1959 avec son livre pour enfants Byen som laget brannbil , dont il est aussi illustrateur. Il sort son album premier album  de musique en 1974, un produit de nombreuses années de collaboration avec le célèbre chanteur folklorique norvégienne Alf Cranner. En 1974 il est gagnant du Spellemannprisen pour artiste masculin.
Sa pièce de théâtre  Synd og skam  est créé dans le théâtre d'Ibsen en 1994. Odd Børretzen a toujours écrit ses manuscrits à la main.

## Livres (sélection)
- Byen som laget brannbil, 1959
- Det norske folks bedrøvelige liv og historie, 1968
- Det var greit nok for Noah, 1969
- Fra Jomfruland til Lindesnes, 1973
- Ytre Oslofjord – og svenskekysten, 1974
- Brev fra Frankrike, 1975
- – andre norske folkeeventyr, 1975
- Reisen til Europas indre, 1975
- Indre Oslofjord. Guide for båtfolk, 1976
- Kristian Kvart og jeg. Min pubertets by, 1980
- Adam, Christoffer Columbus, Henrik Ibsen og andre store oppdagere, 1983
- Berus Eder!, 1985 (ny utg. 1999)
- Hvordan forstå og bruke en nordmann, 1991
- På ville veier, 1993
- Synd & skam, 1994
- Noen ganger er det all right, 1995
- Sang i 150 år, 1996
- Min barndoms verden, 1998
- Mobiltelefonen, 1998
- Gleden ved å ha båt, Tønsberg 2001
- Mannen som ikke ville stå opp, 2004

## Disques (sélection)
- Odd Børretzen, 1974, CD 1996
- Odd Børretzen og Alf Cranner i levende live på Sandvika Kino en kald desemberdag i 1973 (avec A. Cranner), 1974, CD 1996
- På den ene siden, på den andre siden (avec J. Hougen et T. Osvold), 1976, CD 1996
- Noen ganger er det all right, CD 1995
- Hva er det de vil? (avec A. Cranner), CD 1996
- Vintersang (avec L. M. Myhre), CD 1997
- Kelner!, 2002

## Note et référence
1. ↑  (no) Dèces de Børretzen